# Дороти Дендридж
Дороти Дендридж (на английски: Dorothy Dandridge, 9 ноември 1922 – 8 септември 1965) е американска актриса и певица, първата афроамериканка, номинирана за „Оскар“ за най-добра женска роля. От 1983 г. има звезда на Холивудската алея на славата.

## Биография
Дороти Джин Дендридж е родена в Кливланд, щата Охайо. Родителите ѝ Сирил Дендридж и актрисата Руби Дендридж се развеждат скоро след раждането на дъщеря си. След развода им Дороти, заедно със сестра си Вивиан, остава при майка си. Руби скоро създава музикален дует на дъщерите си, под името „Удивителните деца“ и в продължение на следващите пет години те гастролират в южните щати.
С началота на Голямата депресия, изявите на Дороти и сестра ѝ са прекратени и те, заедно с майка си, се преместват в Холивуд. Скоро е решено да възстановят дуета, но под името „Сестри Дендридж“. Този път изявите им са по-успешни – често ги канят в различни клубове, а също така и на снимки на музикални сцени в киното. През следващите години Дороти продължава да се появява в киното в епизодични роли, но по-активно се развива кариерата ѝ като певица.
През септември 1942 г. Дендридж се омъжва за танцьора Харолд Николас, който става баща на дъщеря ѝ, родена на следващата година със заболяване на мозъка. Бракът им продължава до 1951 г., когато се развеждат.

## Избрана филмография
| година | филм        | оригинално заглавие | роля | режисьор       |
| ------ | ----------- | ------------------- | ---- | -------------- |
| 1959   | Порги и Бес | Porgy and Bess      | Бес  | Ото Преминджър |